# Чемпіонат України із шахів 1995 (жінки)
55-й чемпіонат України із шахів серед жінок, що проходив у м. Маріуполь з 18 по 26 лютого 1995 року. 
Втретє чемпіонкою України стала найтитулованіша шахістка України останніх двох десятиліть Марта Літинська (Львів).

## Загальна інформація про турнір
Головний суддя турніру — Леонід Боданкін (Київ).
Змагання проводилися за швейцарською системою у 9 турів за участі 36 шахісток.
Окрім звання чемпіонки України, учасниці також розігрували 5 путівок до зонального турніру ФІДЕ на першість світу. Міжнародні гросмейстери Марта Літинська, Лідія Семенова та Наталія Ручйова мали персональні запрошення до зонального турніру, тому на розподіл путівок не претендували.
Список учасниць турніру очолила 5-й номер рейтингу України Лідія Семенова, а також Марта Літинська (6 номер), Анжела Борсук (8) та Анна Затонських (9).
В першому турі обійшлося без несподіванок. Майже всі вищі за званням чи рейтингом здобули перемоги. У другому турі Марта Літинська чорними перемогла Тетяну Меламед (Чернігів), а четвертому поступилася Наталії Ручйовій.
За підсумками п'яти турів лідирували Марта Літинська (Львів), Тетяна Меламед (Чернігів) та Наталія Ручйова (Севастополь) в активі яких було по 4 очки.
Серед несподіванок старту варто відзначити невдалу гру двох фавориток — гросмейстера Семенову з Києва та минулорічну чемпіонку Наталію Кисельову (Луганськ). Щоправда в середині дистанції Семенова перемогла двічі поспіль, та захворівши на грип не змогла грати в повну силу. Така ж неприємність підстерегла ще трьох учасниць (у Маріуполі якраз була епідемія грипу). Кисельова натомість здобувши три поспіль перемоги (6-8 тури), у підсумку змогла закріпитися у «необхідній п'ятірці».
Після 7 туру Ручйова відстала від Літинської та Меламед, котрі завершили змагання з однаковою кількістю очок — по 7. За додатковими показниками чемпіонкою України стала Марта Літинська.
А основна боротьба розгорнулася за третє (призове) і сьоме (прохідне до зонального) місця. Важливою тут була партія між Тетяною Василевич (Євпаторія) і Тетяною Баклановою. Напружений поєдинок завершився нічиєю, що дало можливість Баклановій за коефіцієнтом посісти третє місце (випередивши Анну Зозулю та Наталію Кисельову, у всіх по 6 очок), а юній кримчанці зачепитися за сьоме.

## Підсумкова таблиця

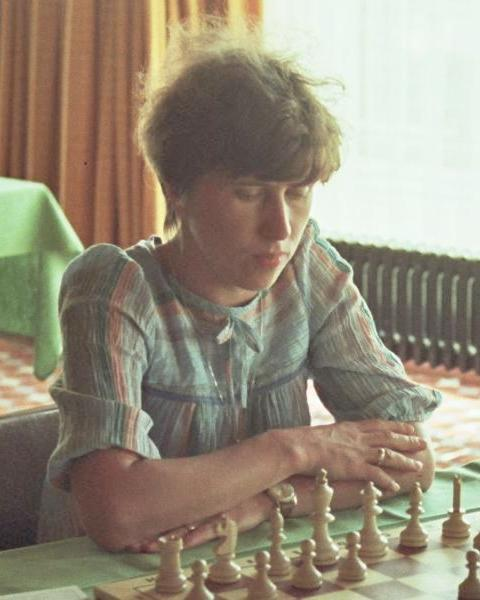
Марта Літинська — чемпіонка України 1995 року (фото 1982 року)

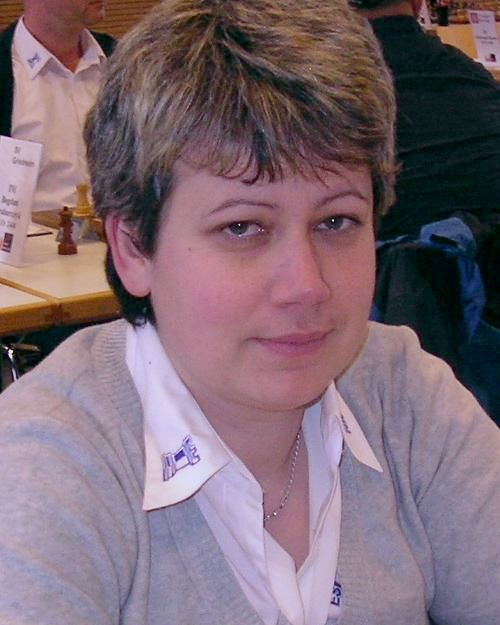
Тетяна Меламед — срібна призерка турніру (фото 2011 року)

| №  | Шахістка                | Місто        | Вік | Рейтинг |  | + | = | − | Очки | Місце   |
| -- | ----------------------- | ------------ | --- | ------- |  | - | - | - | ---- | ------- |
| 1  | Марта Літинська         | Львів        | 45  | 2315    |  | 6 | 2 | 1 | 7    | Gold    |
| 2  | Тетяна Меламед          | Чернігів     | 21  | 2205    |  | 6 | 2 | 1 | 7    | Silver  |
| 3  | Тетяна Бакланова        | Маріуполь    | 22  | 2185    |  | 5 | 2 | 2 | 6    | Bronze  |
| 4  | Анна Зозуля             | Керч         | 14  | 2200    |  | 5 | 2 | 2 | 6    | 4       |
| 5  | Наталія Кисельова       | Луганськ     | 16  | 2240    |  | 5 | 2 | 2 | 6    | 5       |
| 6  | Наталія Ручйова         | Севастополь  | 34  | 2230    |  | 3 | 5 | 1 | 5½   | 6 — 11  |
| 7  | Тетяна Василевич        | Євпаторія    | 18  | 2215    |  | 4 | 3 | 2 | 5½   | 6 — 11  |
| 8  | Світлана Стручкова      | Ялта         | 32  | 2230    |  | 3 | 5 | 1 | 5½   | 6 — 11  |
| 9  | Ольга Александрова      | Харків       | 17  | 2195    |  | 4 | 3 | 2 | 5½   | 6 — 11  |
| 10 | Ірина Сон               | Запоріжжя    | 32  | 2170    |  | 4 | 3 | 2 | 5½   | 6 — 11  |
| 11 | Зоя Матюшина            | Макіївка     | 43  | 2150    |  | 4 | 3 | 2 | 5½   | 6 — 11  |
| 12 | Вікторія Гордон         | Харків       | 16  | 2215    |  | 4 | 2 | 3 | 5    | 12 — 15 |
| 13 | Тетяна Кононенко        | Донецьк      | 16  | 2115    |  | 4 | 2 | 3 | 5    | 12 — 15 |
| 14 | Інна Дубинка (Романова) | Харків       | 19  | 2220    |  | 4 | 2 | 3 | 5    | 12 — 15 |
| 15 | Владислава Калініна     | Харків       | 15  |         |  | 4 | 2 | 3 | 5    | 12 — 15 |
| 16 | Вікторія Артамонова     | Київ         | 35  | 2125    |  | 2 | 5 | 2 | 4½   | 16 — 21 |
| 17 | Лариса Мучник           | Миколаїв     | 38  | 2250    |  | 3 | 3 | 3 | 4½   | 16 — 21 |
| 18 | Тетяна Костак           | Херсон       | 22  | 2060    |  | 4 | 1 | 4 | 4½   | 16 — 21 |
| 19 | Ярина Сенчишин          | Львів        | 26  | 2135    |  | 3 | 3 | 3 | 4½   | 16 — 21 |
| 20 | Анна Затонських         | Маріуполь    | 16  | 2260    |  | 3 | 3 | 3 | 4½   | 16 — 21 |
| 21 | Лідія Семенова          | Київ         | 43  | 2320    |  | 3 | 3 | 3 | 4½   | 16 — 21 |
| 22 | Анжела Борсук           | Херсон       | 26  | 2270    |  | 2 | 4 | 3 | 4    | [ 3 ]   |
| 23 | Марія Непеіна           | Луганськ     | 24  | 2255    |  | 3 | 2 | 4 | 4    |         |
| 24 | Юлія Мамонова           | Крим         | 19  | 2095    |  | 2 | 4 | 3 | 4    |         |
| 25 | Наталія Омутних         | Крим         | 19  | 2095    |  | 2 | 4 | 3 | 4    |         |
| 26 | Світлана Козак-Бодак    | Тернопіль    | 22  |         |  | 4 | 0 | 5 | 4    |         |
| 27 | Зоряна Пастівнична      | Львів        | 32  | 2115    |  | 3 | 2 | 4 | 4    |         |
| 28 | Олена Ільчук            | Житомир      | 18  |         |  | 1 | 5 | 3 | 3½   |         |
| 29 | Юлія Білостоцька        |              | 16  |         |  | 3 | 1 | 5 | 3½   |         |
| 30 | Зінаїда Мізюрко         | Рівне        | 25  |         |  | 3 | 1 | 4 | 3½   |         |
| 31 | Олександра Нерода       |              | 16  |         |  | 2 | 1 | 6 | 2½   |         |
| 32 | Ольга Страхова          |              |     |         |  | 2 | 1 | 6 | 2½   |         |
| 33 | Ольга Бодягіна          | Черкаси      | 13  |         |  | 2 | 1 | 6 | 2½   |         |
| 34 | Катерина Хоршева        | Луганськ     | 16  |         |  | 2 | 1 | 6 | 2½   |         |
| 35 | Галина Шмиріна          | Миколаїв     | 29  |         |  | 0 | 5 | 3 | 2½   |         |
| 36 | Валентина Коштенко      | Хмельницький | 53  |         |  | 2 | 0 | 7 | 2    |         |